# Aleksandra Artiuchina
Aleksandra Vasiljevna Artiuchina (ryska: Александра Васильевна Артюхина), född 1889, död 1969, var en rysk revolutionär (kommunist) och sovjetisk politiker. 
Hon var ordförande i Zjenotdel 1926–1930. 